# Skovnæsehorn
Skovnæsehorn  eller Merck's næsehorn (Dicerorhinus kirchbergensis, Stephanorhinus kirchbergensis) er en uddød art af næsehorn, der levede i Eurasien og Nordafrika i slutningen af den pleistocæne epoke. Det var således samtidigt med uldhåret næsehorn, men hørte til i et varmere klima. I Danmark kendes skovnæsehornet derfor fra en tidligere periode, Eem-mellemistiden. De seneste forekomster af skovnæsehorn er kendt fra Spanien hvor den overlevede ind i den sidste halvdel af Weichsel-istidens periode. Der kendes langt færre fossiler af skovnæsehorn end af uldhåret næsehorn, og man kender heller ikke skovnæsehorn fra hulemalerier – det præcise udseende af skovnæsehornet er derfor dårligt kendt. Man ved dog, at det foretrak skov og skovsteppe, og fra undersøgelser af kranium og tænder at det spiste blade frem for græs.
Et næsten fuldstændigt skelet er fundet i pleistocæne lag af brunkul i Sachsen-Anhalt, der, ligesom danske fund, er fra Eem-mellemistiden (fund fra Seest ved Kolding). Under Saale-istiden kendes der fund fra Levanten. Fund kendes også fra området mellem Don og Volga i alluviale aflejringer, men de fleste næsehornsfund fra dette område er af uldhåret næsehorn. 
Den eneste nulevende art i slægten Dicerorhinus er det kritisk udrydningstruede Sumatranæsehorn (Dicerorhinus sumatrensis).
- Wikimedia Commons har flere filer relateret til Skovnæsehorn

| Dyr | Spire Denne artikel om dyr er en spire som bør udbygges. Du er velkommen til at hjælpe Wikipedia ved at udvide den. |